# Marantaceae
Marantaceae é uma família de Monocotiledôneas pertencente à ordem Zingiberales, sendo descrita pela primeira vez por Petersen em 1890. No entanto, o nome da família é uma homenagem ao botânico Bartolomeu Maranta. As plantas dessa família são populares como plantas ornamentais devido às suas folhas atraentes e coloridas, com padrões variados. Além de seu valor estético e ornamental, algumas espécies da Família Marantaceae são utilizadas na medicina popular e na fabricação de artesanatos. 
Elas compõem uma das maiores famílias de plantas tropicais, sendo caracterizadas por espécies herbáceas, geralmente perenes, e crescem, predominantemente, em regiões tropicais e subtropicais da América, África e Ásia. No Brasil, essas plantas são comumente encontradas, estando praticamente em todos os estados do país. Sua maior concentração ocorre na região Norte e nas áreas litorâneas da região Sudeste.

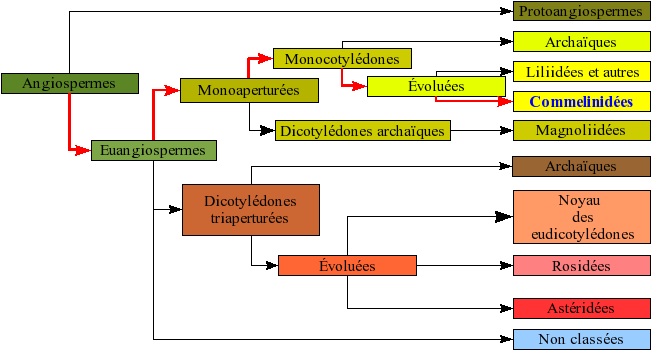
Classificação Filogenética (APG)

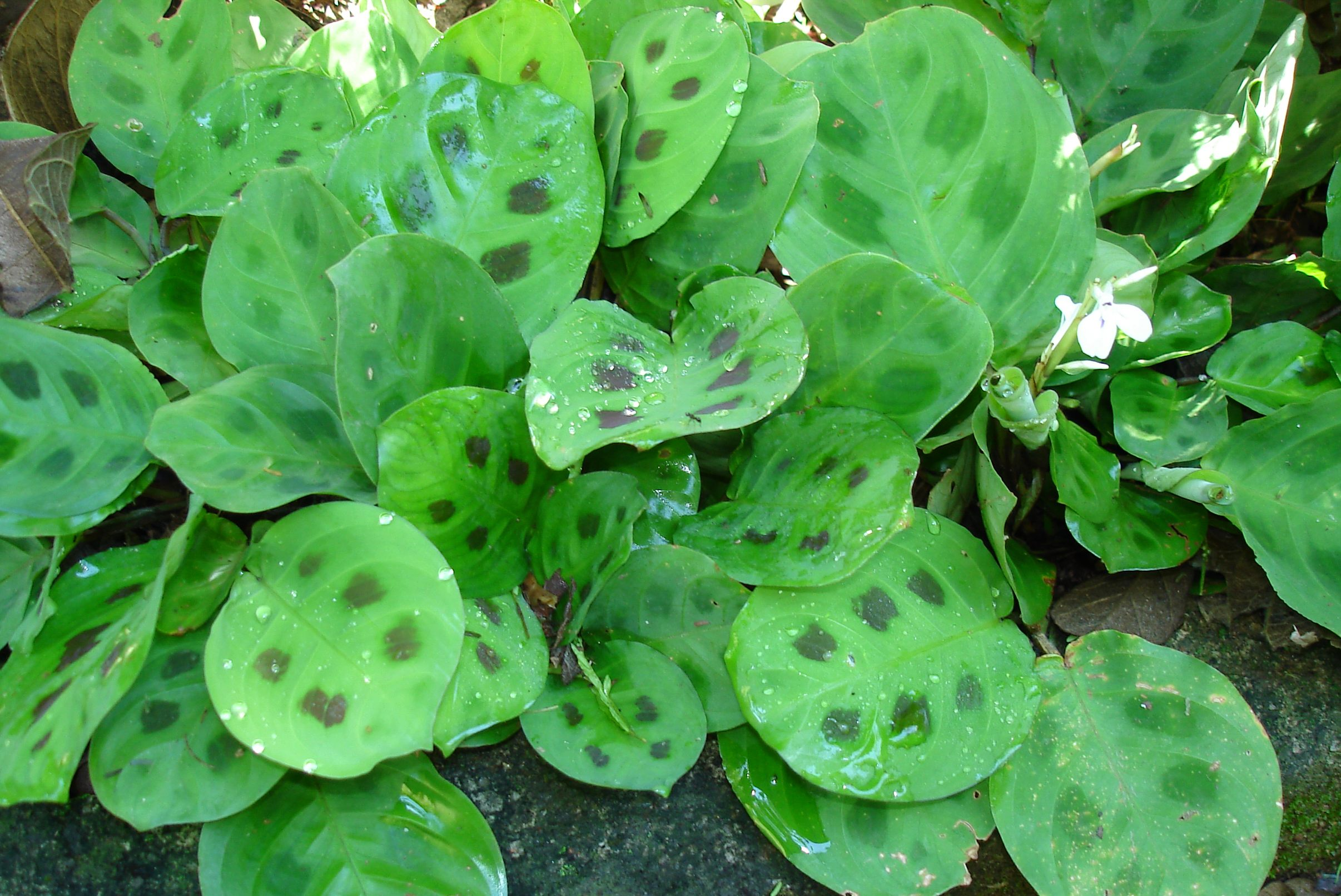
Maranta sp

## Diversidade taxonômica
Essa família pertence à Ordem Zingiberales, do grande grupo das Monocotiledôneas. Ela possui 29 gêneros e por volta de 627 espécies. Desses gêneros,14 ocorrem nas Américas, com um destaque especial para Calathea, o qual possui aproximadamente 300 espécies. No Brasil são tidos 13 gêneros e por volta de 213 espécies. 

## História natural e Morfologia
É uma planta herbácea perene, possui rizoma, folhas alternas dísticas. As flores são do tipo inflorescência, bissexuadas, vistosas e gamopétalas, com ovário ínfero.[carece de fontes?]
Os frutos são do tipo cápsula com sementes ariladas, sendo a dispersão primária  feita por aves e mamíferos e a dispersão secundária por invertebrados como formigas e grilos.
As plantas da Família Marantaceae são ervas perenes caracterizadas por um rizoma com ramificação simpodial, podendo apresentar pequenos tubérculos nas extremidades. Podem ou não ter caules aéreos, sendo que os ramos aéreos possuem crescimento simpodial, com ramificações e decumbência, ou monopodial, com intrenós basais alongados. 
As folhas são dísticas, grandes, assimétricas e com venação pinada, sendo que as veias laterais são paralelas; normalmente apresentam pecíolos e um espessamento chamado pulvina na junção entre o pecíolo e a lâmina foliar. Apresentam inflorescências terminais ou axilares, espigadas ou paniculadas, simples ou organizadas em sinflorescências; inflorescências com brácteas parciais persistentes ou decíduas. 

As flores são bissexuadas, heteroclamídeas, trímeras e assimétricas; possuem apenas um estame, sendo que os demais foram modificados em estruturas petalóides chamadas estaminódios, as quais encontram-se distribuídas em dois verticilos: um ou dois estaminódios no verticilo externo, e dois no interno, além do estame fértil; o ovário é ínfero, tricarpelar e trilocular. Por fim, o fruto é uma cápsula loculicida, deiscente ou indeiscente; produzem de uma a três sementes rígidas, ariladas e com endosperma abundante. 

## Relação filogenética
Marantaceae é uma família de Monocotiledôneas pertencente à ordem Zingiberales. Marantaceae é tida como grupo irmão de Cannaceae dentro da ordem. A família já foi dividida em 2 tribos Phryneae e Maranteae, inicialmente por Petersen (1830). No entanto, esse arranjo foi posteriormente contestado por Andersson (1981) que propôs posteriormente (1998) a divisão em 5 grupos “informais” (Maranta, Phrynium, Calathea, Myrosma, Donax). Destes, apenas o grupo Calathea é monofilético, e sendo Donax um grupo mais basal e parafilético aos outros Maranteceae. 

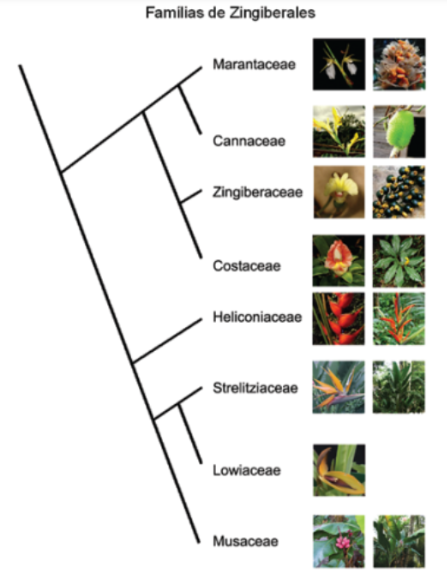
Relações filogenéticas dentro da ordem Zingiberales.

## Usos
Chamada de planta da oração, a espécie Maranta leuconeura recebeu esse nome pelo fato de que suas folhas encontram-se planas durante o dia e, à noite, se dobrarem com as mãos em oração. Essa planta é muito usada para ornamentação por conta da sua coloração distinta e fácil manutenção. 
Outra espécie com propriedades interessantes é a Maranta arundinacea, também conhecida como Araruta, araruta-gigante, araruta-palmeira, ramosa, embiri, agutiguepe e arrowroot (inglês). Em sua composição encontram-se vários fitoquímicos como alcalóides, fenóis, flavonoides, saponinas e terpenóides. Tradicionalmente, era usado para tratar muitos problemas estomacais, sendo considerado um laxante leve.
Ainda, seu rizoma pode ser usado na culinária. Ele é desidratado e transformado em pó, o qual pode ser adicionado na comida, ajudando na nutrição, uma vez que é rico em fibras e de fácil digestão.

## Domínios e estados de ocorrência no Brasil
As espécies desta família se abrigam, principalmente, em florestas tropicais úmidas e também no Cerrado, ocupando faixas mais centrais do país, mas também presente na região amazônica. Assim, encontram-se em praticamente todos os estados brasileiros, com maior concentração no Norte do país e nas áreas litorâneas da região Sudeste.

## Lista de espécies brasileiras
Calathea bambusacea Poepp. & Endl., Nov. Gen. Sp. Pl. 2: 23. 1838;
Calathea barbillana Cufod., Ann. Naturhist. Mus. Wien 46: 235. 1932;
Calathea bella (W.Bull) Regel, Gartenflora 28: 297. 1879;
Calathea bicolor (Ker Gawl.) Steud., Nomencl. Bot., ed. 2, 1: 253. 1840;
Calathea binotii (Pynaert) Gentil, Pl. Cult. Serres Jard. Bot. Brux.: 43. 1907;
Calathea bracteosa Rusby, Mem. New York Bot. Gard. 7: 220. 1927;
Calathea brunnescens (K.Koch) K.Schum. in H.G.A.Engler (ed.), Pflanzenr., IV, 48: 99. 1902;
Calathea cachibou (Jacq.) Lindl. ex Horan., Prodr. Monogr. Scitam.: 12; 1862;
Calathea cardenasii Rusby, Mem. New York Bot. Gard. 7: 222. 1927;
Calathea cardiophylla K.Schum. in H.G.A.Engler (ed.), Pflanzenr., IV, 48: 108. 1902;
Calathea chantrieri (André) L.H.Bailey & Raffill in L.H.Bailey, Stand. Cycl. Hort. 2: 623. 1914;
Calathea chrysantha Horan., Prodr. Monogr. Scitam.: 13. 1862;
Calathea composita Klotzsch in R.H.Schomburgk, Reis. Br.-Guiana 3: 918. 1849;
Calathea crotalifera S.Watson, Proc. Amer. Acad. Arts 24: 86. 1889;
Calathea discolor G.Mey., Prim. Fl. Esseq.: 7. 1818;
Calathea dubia (Roem. & Schult.) Lindl., Bot. Reg. 14: t. 1210. 1829;
Calathea duidae Steyerm., Fieldiana, Bot. 28: 162. 1951;
Calathea exserta Rusby, Bull. New York Bot. Gard. 6: 495. 1910;
Calathea fascinator (L.Linden & Rodigas) L.H.Bailey, Cycl. Amer. Hort. 1: 21. 1900;
Calathea gigas Gagnep., Bull. Soc. Bot. France 50: 589. 1903;
Calathea gouletii Stapf, Bull. Misc. Inform. Kew 1906: 76. 1906;
Calathea gracilis Petersen, Vidensk. Meddel. Naturhist. Foren. Kjøbenhavn 1889: 328. 1889;
Calathea grandis Petersen in C.F.P.von Martius & auct. suc. (eds.), Fl. Bras. 3(3): 124. 1890;
Calathea grandiflora (Roscoe) K. Schum. in Engl., Pflanzenr. 4(48): 99. 1902;
Calathea hopkinsii Forzza, Rodriguésia 58: 535. 2007;;
Calathea lancifolia Boom, Acta Bot. Neerl. 4: 169. 1955;
Calathea myrosma Körn., Gartenflora 7: 87. 1858;
Calathea orbiculata G.Lodd., Bot. Cab. 19: t. 1879. 1832;
Calathea polytricha Baker, Gard. Chron., ser. 3, 16: 467. 1894;
Calathea propinqua (Poepp. & Endl.) Körn., Bull. Soc. Imp. Naturalistes Moscou 35(I): 122 (1862)
Calathea rotundifolia (K.Koch ex Horan.) Körn., Bull. Soc. Imp. Naturalistes Moscou 35(I): 125. 1862;
Calathea sciuroides Petersen, Vidensk. Meddel. Naturhist. Foren. Kjøbenhavn 1889: 329. 1889;
Calathea taeniosa Joriss., Ann. Bot. Hort. 26: 83. 1876;
Calathea variegata (K.Koch) Linden ex Körn., Gartenflora 7: 88. 1858;
Calathea violacea Lindl., Bot. Reg. 12: t. 961. 1826;
Calathea zebrina (Sims) Lindl. in Edwards, Bot. Reg 14: tab. 1210. 1829;
Calathea zingiberina Körn., Bull. Soc. Imp. Naturalistes Moscou 35(I): 122. 1862;
Ctenanthe burle-marxii H.Kenn., Canad. J. Bot. 60: 2367. 1982;
Ctenanthe casupoides Petersen in Mart., Eichler & Urb., Fl. bras. 3(3): 162, tab. 45, fig. 2. 1890;
Ctenanthe compressa (A. Dietr.) Eich., Abh. Königl. Akad. Wiss. Berlin: 83. 1884;
Ctenanthe glabra (Körn.) Eichler, Abh. Königl. Akad. Wiss. Berlin 83. 1884;
Ctenanthe kummeriana (É.Morren) Eichler, Abh. Königl. Akad. Wiss. Berlin 1884: 84. 1884;
Ctenanthe lanceolata Petersen in Mart., Eichler & Urb., Fl. bras. 3(3): 163, tab. 45, fig. 1. 1890;
Ctenanthe marantifolia (Vell.) J.M.A. Braga & H. Gomes, Kew Bull. 62(4): 647.2007;
Ctenanthe muelleri Petersen in C.F.P.von Martius & auct. suc. (eds.), Fl. Bras. 3(3): 161. 1890;
Ctenanthe oppenheimiana (É.Morren) K.Schum. in H.G.A.Engler (ed.), Pflanzenr., IV, 48: 153. 1902;
Ctenanthe setosa (Roscoe) Eichler, Abh. Königl. Akad. Wiss. Berlin 84. 1884;
Goeppertia albovaginata (K.Koch & Linden) Borchs. & S.Suárez, Syst. Bot. 37: 628. 2012;
Goeppertia ackermannii (Körn.) Borchs. & S.Suárez, Syst. Bot. 37: 628. 2012;
Goeppertia acuminata (Steyerm.) Borchs. & S.Suárez, Syst. Bot. 37: 628. 2012;
Goeppertia albertii (L.H.Bailey & Raffill) Borchs. & S.Suárez, Syst. Bot. 37: 628. 2012;
Goeppertia allouia (Aubl.) Borchs. & S.Suárez, Syst. Bot. 36: 629. 2012
Goeppertia altissima (Poepp. & Endl.) Borchs. & S.Suárez, Syst. Bot. 37: 629. 2012;
Goeppertia aemula (Körn.) Borchs. & S.Suárez, Syst. Bot. 37: 628. 2012;
Goeppertia annae (H.Kenn. & J.M.A.Braga) Borchs. & S.Suárez, Syst. Bot. 37: 629. 2012;
Goeppertia argyrophylla (Linden ex K.Koch) Borchs. & S.Suárez, Syst. Bot. 37: 629. 2012;
Goeppertia applicata (Jacob-Makoy ex É.Morren) Borchs. & S.Suárez, Syst. Bot. 37: 629. 2012;
Goeppertia arrabidae (Körn.) Borchs. & S.Suárez, Syst. Bot. 37: 629; 2012;
Goeppertia attenuata (H.Kenn.) Borchs. & S.Suárez, Syst. Bot. 37: 629. 2012;
Goeppertia bachemiana (É.Morren) Borchs. & S.Suárez, Syst. Bot. 37: 629; 2012;
Goeppertia barbata (Petersen) Borchs. & S.Suárez, Syst. Bot. 37: 629. 2012;
Goeppertia bellula (Linden) Borchs. & S.Suárez, Syst. Bot. 37: 629. 2012;
Goeppertia brasiliensis (Körn.) Borchs. & S.Suárez, Syst. Bot. 37: 629. 2012;
Goeppertia brevipes (Körn.) Borchs. & S.Suárez, Syst. Bot. 37: 629. 2012;
Goeppertia brunnescens (K.Koch) Borchs. & S.Suárez, Syst. Bot. 37: 629. 2012;
Goeppertia burle-marxii (H.Kenn.) Borchs. & S.Suárez, Syst. Bot. 37: 629. 2012;
Goeppertia cannoides (Nicolson, Steyerm. & Sivad.) Borchs. & S.Suárez, Syst. Bot. 37: 629. 2012;
Goeppertia capitata (Ruiz & Pav.) Borchs. & S.Suárez, Syst. Bot. 37: 629. 2012;
Goeppertia cataractarum (K.Schum.) Borchs. & S.Suárez, Syst. Bot. 37: 629. 2012;
Goeppertia cinerea (Regel) Borchs. & S.Suárez, Syst. Bot. 37: 629. 2012;
Goeppertia colorata (Hook.) Borchs. & S.Suárez, Syst. Bot. 37: 630. 2012;
Goeppertia communis (Wand. & S.Vieira) Borchs. & S.Suárez, Syst. Bot. 37: 630. 2012;
Goeppertia comosa (L.f.) Borchs. & S.Suárez, Syst. Bot. 37: 630. 2012;
Goeppertia compacta (S.Suárez & Galeano) Borchs. & S.Suárez, Syst. Bot. 37: 630. 2012;
Goeppertia concinna (W.Bull) Borchs. & S.Suárez, Syst. Bot. 37: 630. 2012;
Goeppertia crocata (É.Morren & Joriss.) Borchs. & S.Suárez, Syst. Bot. 37: 630. 2012;
Goeppertia cyclophora (Baker) Borchs. & S.Suárez, Syst. Bot. 37: 630. 2012;
Goeppertia cylindrica (Roscoe) Borchs. & Suárez, Syst. Bot. 37(3): 630. 2012;
Goeppertia densa (K.Koch & Linden) Borchs. & S.Suárez, Syst. Bot. 37: 630. 2012;
Goeppertia dorothyae (J.M.A.Braga & H.Kenn.) J.M.A.Braga, Phytotaxa 62: 10. 2012;
Goeppertia dryadica (J.M.A.Braga) Borchs. & S.Suárez, Syst. Bot. 37: 630. 2012;
Goeppertia effusa Saka & Lombardi, Phytotaxa 170: 46. 2014;
Goeppertia eichleri (Petersen) Borchs. & S.Suárez, Syst. Bot. 37: 630. 2012;
Goeppertia elliptica (Roscoe) Borchs. & S.Suárez, Syst. Bot. 37: 630. 2012;
Goeppertia enclitica (J.F.Macbr.) Borchs. & S.Suárez, Syst. Bot. 37: 630. 2012;
Goeppertia erecta (L.Andersson & H.Kenn.) Borchs. & S.Suárez, Syst. Bot. 37: 630. 2012;
Goeppertia exscapa (Poepp. & Endl.) Borchs. & S.Suárez, Syst. Bot. 37: 630. 2012;
Goeppertia fasciata (Linden ex K.Koch) Borchs. & S.Suárez, Syst. Bot. 37: 630. 2012;
Goeppertia fatimae (H.Kenn. & J.M.A.Braga) Borchs. & S.Suárez, Syst. Bot. 37: 630. 2012;
Goeppertia flavescens (Lindl.) Borchs. & S.Suárez, Syst. Bot. 37: 630. 2012;
Goeppertia fragilis (Gleason) Borchs. & S.Suárez, Syst. Bot. 37: 631. 2012;
Goeppertia gardneri (Baker) Borchs. & S.Suárez, Syst. Bot. 37: 631. 2012;
Goeppertia grandis (Petersen) Borchs. & S.Suárez, Syst. Bot. 37: 631. 2012;
Goeppertia granvillei (L.Andersson & H.Kenn.) Borchs. & S.Suárez, Syst. Bot. 37: 631. 2012;
Goeppertia grazielae (H.Kenn. & J.M.A.Braga) Borchs. & S.Suárez, Syst. Bot. 37: 631. 2012;
Goeppertia humilis (S.Moore) Borchs. & S.Suárez, Syst. Bot. 37: 631. 2012;
Goeppertia insignis (W.Bull ex W.E.Marshall) J.M.A.Braga, L.J.T.Cardoso & R.Couto, Phytotaxa 312(1): 144. (2017);
Goeppertia joffilyana (J.M.A.Braga) Borchs. & S.Suárez, Syst. Bot. 37: 631. 2012;
Goeppertia kegeljanii (É.Morren) Saka, Phytotaxa 329: 249. 2017, nome popular Calathea musaica, 

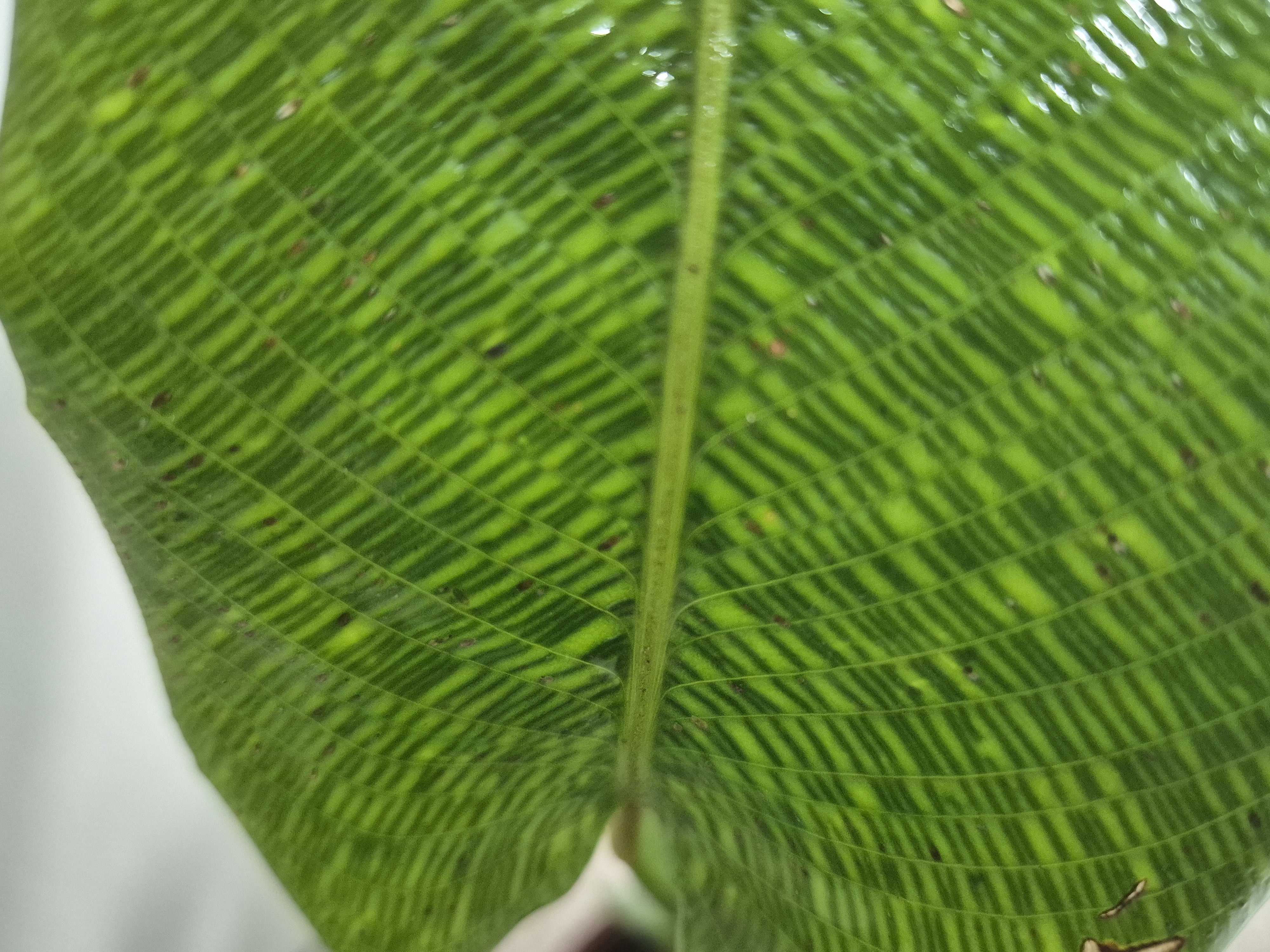
Somente focando de perto se percebe a maravilha da composição da folha dessa Calathea Musaica

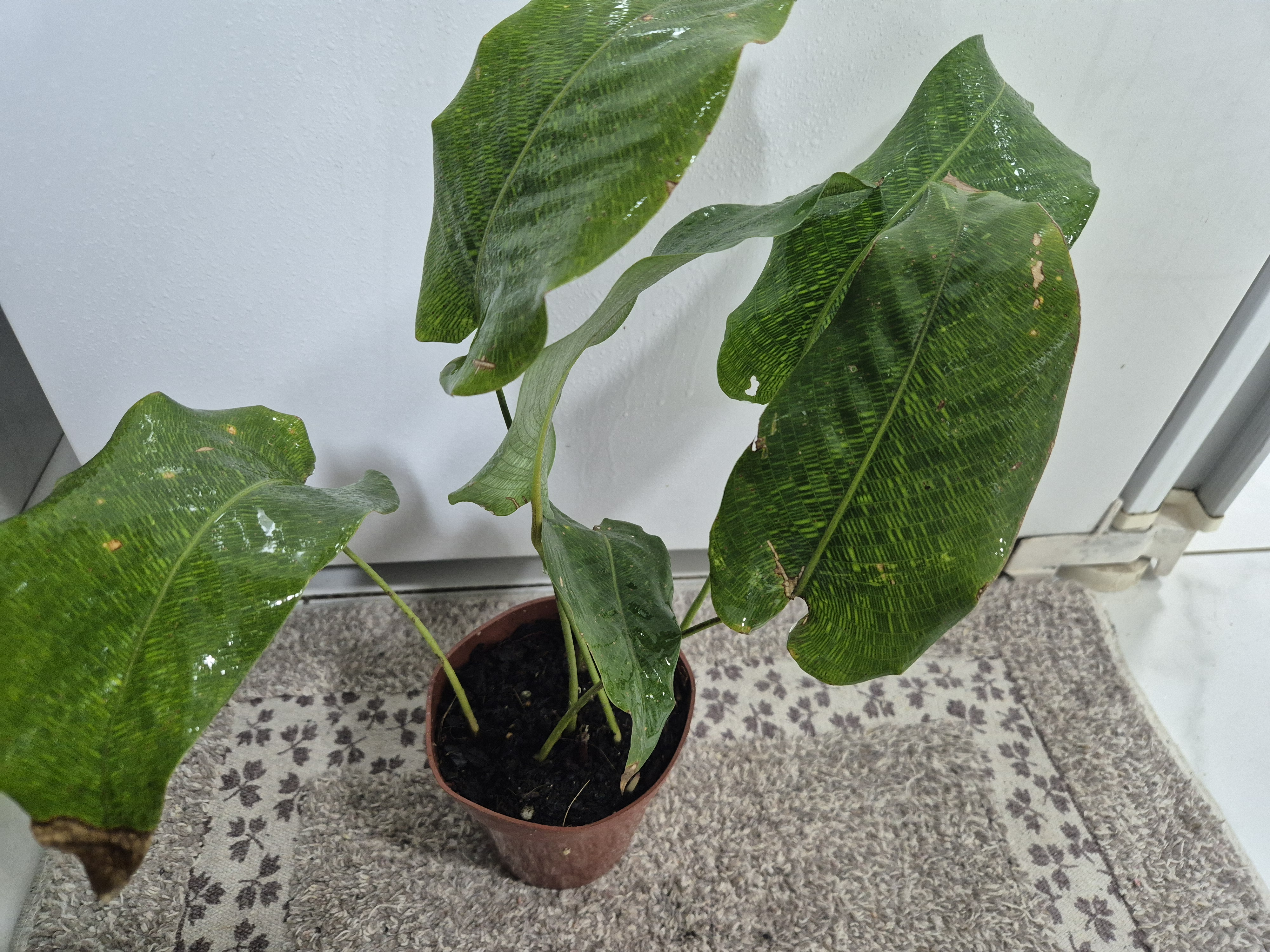
Exemplar de Calathea musaica

Goeppertia koernickeana (Regel) J.M.A.Braga, Phytotaxa 312(1): 145. 2017;
Goeppertia kummeriana (É.Morren) Borchs. & S.Suárez, Syst. Bot. 37: 631. 2012;
Goeppertia lagoagriana (H.Kenn.) Borchs. & S.Suárez, Syst. Bot. 37: 631. 2012;
Goeppertia lanata (Petersen) Borchs. & S.Suárez, Syst. Bot. 37: 631. 2012;
Goeppertia lindbergii (Petersen) Borchs. & S.Suárez, Syst. Bot. 37: 632. 2012;
Goeppertia lindeniana (Wallis) Borchs. & S.Suárez, Syst. Bot. 37: 632. 2012;
Goeppertia lindmanii (K.Schum.) Borchs. & S.Suárez, Syst. Bot. 37: 632. 2012;
Goeppertia loeseneri (J.F.Macbr.) Borchs. & S.Suárez, Syst. Bot. 37: 632. 2012;
Goeppertia longibracteata (Lindl.) Borchs. & S.Suárez, Syst. Bot. 37: 632. 2012;
Goeppertia louisae (Gagnep.) Borchs. & S.Suárez, Syst. Bot. 37: 632. 2012;
Goeppertia macilenta (Lindl.) Borchs. & S.Suárez, Syst. Bot. 37: 632. 2012;
Goeppertia majestica (Linden) Borchs. & S.Suárez, Syst. Bot. 37: 632. 2012;
Goeppertia makoyana (É.Morren) Borchs. & S.Suárez, Syst. Bot. 37: 632. 2012.
Goeppertia mandioccae (Körn.) Borchs. & S.Suárez, Syst. Bot. 37: 632. 2012;
Goeppertia mediopicta (Jacob-Makoy ex É.Morren) Borchs. & S.Suárez, Syst. Bot. 37: 632. 2012;
Goeppertia metallica (Planch. & Linden) Borchs. & S.Suárez, Syst. Bot. 37: 632. 2012;
Goeppertia microcephala (Poepp. & Endl.) Borchs. & S.Suárez, Syst. Bot. 37: 632. 2012;
Goeppertia mirabilis (Jacob-Makoy ex É.Morren) Borchs. & S.Suárez, Syst. Bot. 37: 632. 2012;
Goeppertia monophylla (Vell.) Borchs. & S.Suárez, Syst. Bot. 37: 632. 2012;
Goeppertia neblinensis (H.Kenn.) Borchs. & S.Suárez, Syst. Bot. 37: 632. 2012;
Goeppertia neoviedii (Petersen) Borchs. & S.Suárez, Syst. Bot. 37: 632. 2012;
Goeppertia oblonga (Mart.) Borchs. & S.Suárez, Syst. Bot. 37: 633. 2012;
Goeppertia orbifolia (Linden) Borchs. & S.Suárez, Syst. Bot. 37: 633. 2012;
Goeppertia ovata (Nees & Mart.) Borchs. & S.Suárez, Syst. Bot. 37: 633. 2012;
Goeppertia pavonii (Körn.) Borchs. & S.Suárez, Syst. Bot. 37: 633. 2012;
Goeppertia pavonina (K.Koch & Linden) Borchs. & S.Suárez, Syst. Bot. 37: 633. 2012;
Goeppertia peruviana (Körn.) Borchs. & S.Suárez, Syst. Bot. 37: 633. 2012;
Goeppertia picturata (K.Koch & Linden) Borchs. & S.Suárez, Syst. Bot. 37: 633. 2012;
Goeppertia poeppigiana (Loes. ex H.Kenn.) Borchs. & S.Suárez, Syst. Bot. 37: 633. 2012;
Goeppertia prolifera (Vell.) Borchs. & S.Suárez, Syst. Bot. 37: 633. 2012;
Goeppertia pulchella Borchs. & S.Suárez, Syst. Bot. 37: 633. 2012;
Goeppertia pumila (Vell.) Borchs. & S.Suárez, Syst. Bot. 37: 633. 2012;
Goeppertia reginae (J.M.A.Braga) Borchs. & S.Suárez, Syst. Bot. 37: 634. 2012;
Goeppertia rufibarba (Fenzl) Borchs. & S.Suárez, Syst. Bot. 37: 634. 2012;
Goeppertia saxicola (Hoehne) Borchs. & S.Suárez, Syst. Bot. 37: 634. 2012;
Goeppertia sellowii (Körn.) Borchs. & S.Suárez, Syst. Bot. 37: 634. 2012;
Goeppertia singularis (H.Kenn.) Borchs. & S.Suárez, Syst. Bot. 37: 634. 2012;
Goeppertia sphaerocephala (K.Schum.) Borchs. & S.Suárez, Syst. Bot. 37: 634. 2012;
Goeppertia splendida (Lem.) Borchs. & S.Suárez, Syst. Bot. 37: 634. 2012;
Goeppertia standleyi (J.F.Macbr.) Borchs. & S.Suárez, Syst. Bot. 37: 634. 2012;
Goeppertia truncata (Link ex A.Dietr.) Borchs. & S.Suárez, Syst. Bot. 37: 634. 2012;
Goeppertia umbrosa (Körn.) Borchs. & S. Suárez, Syst. Bot. 37(3): 635. 2012;
Goeppertia undulata (Linden & André) Borchs. & S.Suárez, Syst. Bot. 37: 635. 2012;
Goeppertia vaginata (Petersen) Borchs. & S.Suárez, Syst. Bot. 37: 635. 2012;
Goeppertia varians (K.Koch & L.Mathieu) Borchs. & S.Suárez, Syst. Bot. 37: 635. 2012;
Goeppertia violacea (Lindl.) J.M.A.Braga & F.Silva, Phytotaxa 312(1): 144. 2017;
Goeppertia widgrenii (Körn.) Borchs. & S. Suárez, Syst. Bot. 37(3): 635. 2012;
Goeppertia yoshida-arnsiae N. Luna & Saka, Phytotaxa 273(2): 122. 2016;
Hylaeanthe hexantha (Poepp. & Endl.) A.M.E. Jonker & Jonker, Acta Bot. Neerl. 4: 175. 1955;
Ischnosiphon bahiensis L.Andersson, Nordic J. Bot. 4: 25. 1984;
Ischnosiphon crassispicus L.Andersson, Nordic J. Bot. 4: 30. 1984;
Ischnosiphon gracilis (Rudge) Körn., Bull. Soc. Imp. Naturalistes Moscou 35(1): 94. 1862;
Ischnosiphon flagellatus Gleason, Bull. Torrey Bot. Club 60: 351. 1933;
Ischnosiphon martianus Eichler ex Petersen, Fl. bras. 3(3): 138. 1890;
Ischnosiphon obliquus (Rudge) Körn., Nouv. Mém. Soc. Nat. Moscou. 11:
341. 1859;
Ischnosiphon ovatus Körn., Bull. Soc. Imp. Naturalistes Moscou 35(1): 90. 1862;
Ischnosiphon puberulus Loes., Notizbl. Konigl. Bot. Gart. Berlin 6: 281. 1915;
Maranta amazonica L.Andersson, Nordic J. Bot. 6: 752. 1986;
Maranta amplifolia K.Schum. in H.G.A.Engler (ed.), Pflanzenr., IV, 48: 128. 1902;
Maranta anderssoniana Yosh.-Arns, Mayo & M. Alves, Insula 31: 41. 2002;
Maranta bicolor Ker Gawl. in Edwards, Bot. Reg. 10: 101, t. 786. 1824;
Maranta bracteosa Petersen, Vidensk. Meddel. Naturhist. Foren. Kjøbenhavn 1889: 333. 1889;
Maranta bracteosa Petersen, Vidensk. Meddel. Naturhist. Foren. Kjøbenhavn 1889: 333. 1889;
Maranta cordata Körn., Bull. Soc. Imp. Naturalistes Moscou 35(I): 39; 1862;
Maranta coriacea S.Vieira & V.C.Souza, Bot. J. Linn. Soc. 158: 132. 2008;
Maranta cristata Nees & Mart., Nova Acta Phys.-Med. Acad. Caes. Leop.-Carol. Nat. Cur. 11(1): 25. 1823;
Maranta cyclophylla K.Schum. in H.G.A.Engler (ed.), Pflanzenr., IV, 48: 133. 1902;
Maranta divaricata Roscoe, Monandr. pl. Scitam. t. 27. 1826;
Maranta foliosa Körn., Bull. Soc. Imp. Naturalistes Moscou 35(I): 47. 1862;
Maranta friedrichsthaliana Körn., Bull. Soc. Imp. Naturalistes Moscou 35(I): 42. 1862;
Maranta furcata Nees & Mart., Nova Acta Phys.-Med. Acad. Caes. Leop.-Carol. Nat. Cur. 11(1): 24. 1823;
Maranta gigantea N. Luna & E. M. Pessoa. Phytotaxa 357(1): 59-65. 2018;
Maranta hatschbachiana Yosh.-Arns, Mayo & M. Alves, Insula 31: 42. 2002;
Maranta humilis Aubl., Hist. Pl. Guiane 1: 4. 1775;
Maranta incrassata L.Andersson, Nordic J. Bot. 6: 747. 1986;
Maranta leuconeura É.Morren, Ann. Hort. Belge Étrangère 24: 323. 1874;
Maranta lindmanii L.Andersson, Nordic J. Bot. 6: 744. 1986;
Maranta longiflora S.Vieira & V.C.Souza, Bot. J. Linn. Soc. 158: 134. 2008;
Maranta nanica F.Fraga & J.M.A.Braga, Phytotaxa 477: 292; 2020;
Maranta noctiflora Regel & Körn., Index Seminum (LE, Petropolitanus) 1858: 31. 1859;
Maranta parvifolia Petersen, Vidensk. Meddel. Naturhist. Foren. Kjøbenhavn 1889: 332. 1889;
Maranta phrynioides Körn., Bull. Soc. Imp. Naturalistes Moscou 35(I): 40. 1862;
Maranta plum ex Aubl., Hist. Pl. Guiane 2: 931. 1775;
Maranta pluriflora (Petersen) K.Schum. in H.G.A.Engler (ed.), Pflanzenr., IV, 48: 135. 1902;
Maranta pohliana Körn., Bull. Soc. Imp. Naturalistes Moscou 35(I): 44; 1862;
Maranta polystachya (K.Schum.) J.M.A.Braga, Phytotaxa 175: 240. 2014;
Maranta protracta Miq., Linnaea 18: 71. 1844;
Maranta pulchra S.Vieira & V.C.Souza, Bot. J. Linn. Soc. 158: 135; 2008;
Maranta rugosa J.M.A.Braga & S.Vieira, Nordic J. Bot. 29: 175. 2011;
Maranta ruiziana Körn., Bull. Soc. Imp. Naturalistes Moscou 35(1): 45. 1862;
Maranta rupicola L.Andersson, Nordic J. Bot. 6: 751. 1986;
Maranta sobolifera L. Andersson, Nord. J. Bot. 6: 742. 1986;
Maranta sophiana Yosh.-Arns, F.Fraga & J.M.A.Braga, Phytotaxa 388: 249. 2019;
Maranta tuberculata L.Andersson, Nordic J. Bot. 6: 754. 1986;
Maranta zingiberina L. Andersson, Nordic J. Bot. 6(6): 746. 1986;
Monotagma densiflorum (Körn.) K. Schum., Pflanzenr. 4(48): 167. 1901;
Monotagma laxum (Poepp. & Endl.) K. Schum., Pflanzenr. 4(48): 168. 1902;
Monotagma plurispicatum (Körn.) K. Schum., Pflanzenr. IV(48): 169. 1902;
Monotagma tomentosum K. Schum. ex Loes., Notizbl. Konigl. Bot. Gart. Berlin 6: 286.1915;
Myrosma cannifolia L.f., Suppl. Pl. 80. 1781 [1782];
Saranthe eichleri Petersen in Mart., Eichler & Urb., Fl. bras. 3(3): 166. 1890;
Saranthe klotzschiana (Körn.) Eich., Abh. Königl. Akad. Wiss. Berlin: 86. 1884;
Saranthe leptostachya (Regel & Körn.) Eichl., Abh. Königl. Akad. Wiss. Berlin 86. 1884;
Stromanthe glabra Yosh.-Arns, Ernstia 12(1- 2): 33. 2002 [2003];
Stromanthe papillosa Petersen in Mart., Eichler & Urb., Fl. bras. 3(3): 155. 1890;
Stromanthe porteana Griseb., Ann. Sci. Nat., Bot., sér. 4, 9: 185. 1858;
Stromanthe thalia (Vell.) J.M.A. Braga, Eugeniana 21: 22 -24. 1994 (1995);
Stromanthe tonckat (Aubl.) Eichl., Abh. Königl. Akad. Wiss. Berlin 80. 1882 (1883);
Thalia densibracteata Petersen in Mart., Fl. bras. 3(3): 144. 1890;
Thalia geniculata L., Sp. pl. 2: 1193. 1753;